# 大叶野豌豆
大叶野豌豆（学名：Vicia pseudorobus）为豆科野豌豆属的植物，是中国的特有植物。分布于蒙古、朝鲜、俄罗斯、日本以及中国大陆的东北、西北、华北、西南等地，生长于海拔800米至2,000米的地区，一般生长在灌丛、山地或林中，目前尚未由人工引种栽培。